# Cephalotaxus harringtonii
Cephalotaxus harringtonii е вид растение от семейство Cephalotaxaceae. Видът е незастрашен от изчезване.

## Разпространение
Разпространен е в Япония, Северна Корея, Република Корея и Тайван.